# Parafia św. Faustyny Kowalskiej w Chicago
Parafia św. Faustyny Kowalskiej w  Chicago (ang. St. Faustina Kowalska Parish) – parafia rzymskokatolicka położona w Chicago w stanie Illinois, Stany Zjednoczone.
Jest ona wieloetniczną parafią w zachodniej części Chicago, z mszą św. w j. polskim dla polskich imigrantów. 10 września 2019  nastąpiła zmiana patronki parafii na św. Faustynę Kowalską, od tego dnia parafia została jej poświęcona. 

## Szkoły
- St. Jane de Chantal School[2]